# Parignargues
Parignargues est une commune française située dans le centre du département du Gard, en région Occitanie.
Exposée à un climat méditerranéen, elle est drainée par le ruisseau de la Font Saint Pierre et par divers autres petits cours d'eau comme le Valat des Crottes.
Parignargues est une commune urbaine qui compte 656 habitants en 2022, après avoir connu une forte hausse de la population depuis 1962. Elle fait partie de l'aire d'attraction de Nîmes. Ses habitants sont appelés les Parignarguais et Parignarguaises.

## Géographie

### Communes limitrophes
Parignargues est l'une des 79 communes membres du Schéma de Cohérence Territoriale SCOT du Sud du Gard (voir lien) et fait également partie des 41 communes du Pays Garrigues Costières.
Les communes limitrophes sont  Clarensac, Gajan, Montpezat, Nîmes, Saint-Côme-et-Maruéjols et Saint-Mamert-du-Gard.
|                                 | Gajan        |                               |
| Saint-Mamert-du-Gard, Montpezat | Parignargues | Nîmes                         |
| Saint-Côme-et-Maruéjols         | Clarensac    | Caveirac (par un quadripoint) |

### Climat
Pour des articles plus généraux, voir Climat de l'Occitanie et Climat du Gard.
En 2010, le climat de la commune est de type climat méditerranéen franc, selon une étude s'appuyant sur une série de données couvrant la période 1971-2000. En 2020, Météo-France publie une typologie des climats de la France métropolitaine dans laquelle la commune est exposée à un climat méditerranéen et est dans la région climatique Provence, Languedoc-Roussillon, caractérisée par une pluviométrie faible en été, un très bon ensoleillement (2 600 h/an), un été chaud (21,5 °C), un air très sec en été, sec en toutes saisons, des vents forts (fréquence de 40 à 50 % de vents > 5 m/s) et peu de brouillards.
Pour la période 1971-2000, la température annuelle moyenne est de 13,7 °C, avec une amplitude thermique annuelle de 17 °C. Le cumul annuel moyen de précipitations est de 839 mm, avec 6,9 jours de précipitations en janvier et 3 jours en juillet. Pour la période 1991-2020, la température moyenne annuelle observée sur la station météorologique la plus proche, située sur la commune de La Rouvière à 7 km à vol d'oiseau, est de 14,5 °C et le cumul annuel moyen de précipitations est de 914,4 mm,. Pour l'avenir, les paramètres climatiques de la commune estimés pour 2050 selon différents scénarios d'émission de gaz à effet de serre sont consultables sur un site dédié publié par Météo-France en novembre 2022.

### Milieux naturels et biodiversité

#### Espaces protégés
La protection réglementaire est le mode d’intervention le plus fort pour préserver des espaces naturels remarquables et leur biodiversité associée,.
La commune fait partie de la zone de transition des gorges du Gardon, un territoire d'une superficie de 23 800 ha reconnu réserve de biosphère par l'UNESCO en 2015 pour l'importante biodiversité qui la caractérise, mariant garrigues, plaines agricoles et yeuseraies,.

## Urbanisme

### Typologie
Au 1er janvier 2024, Parignargues est catégorisée petite ville, selon la nouvelle grille communale de densité à sept niveaux définie par l'Insee en 2022.
Elle est située hors unité urbaine. Par ailleurs la commune fait partie de l'aire d'attraction de Nîmes, dont elle est une commune de la couronne,. Cette aire, qui regroupe 92 communes, est catégorisée dans les aires de 200 000 à moins de 700 000 habitants,.

### Occupation des sols
L'occupation des sols de la commune, telle qu'elle ressort de la base de données européenne d’occupation biophysique des sols Corine Land Cover (CLC), est marquée par l'importance des forêts et milieux semi-naturels (61,4 % en 2018), une proportion sensiblement équivalente à celle de 1990 (61,6 %). La répartition détaillée en 2018 est la suivante : 
milieux à végétation arbustive et/ou herbacée (44,8 %), terres arables (17,3 %), forêts (16,6 %), zones agricoles hétérogènes (10,7 %), prairies (4,7 %), cultures permanentes (3 %), zones urbanisées (2,8 %). L'évolution de l’occupation des sols de la commune et de ses infrastructures peut être observée sur les différentes représentations cartographiques du territoire : la carte de Cassini (XVIIIe siècle), la carte d'état-major (1820-1866) et les cartes ou photos aériennes de l'IGN pour la période actuelle (1950 à aujourd'hui).

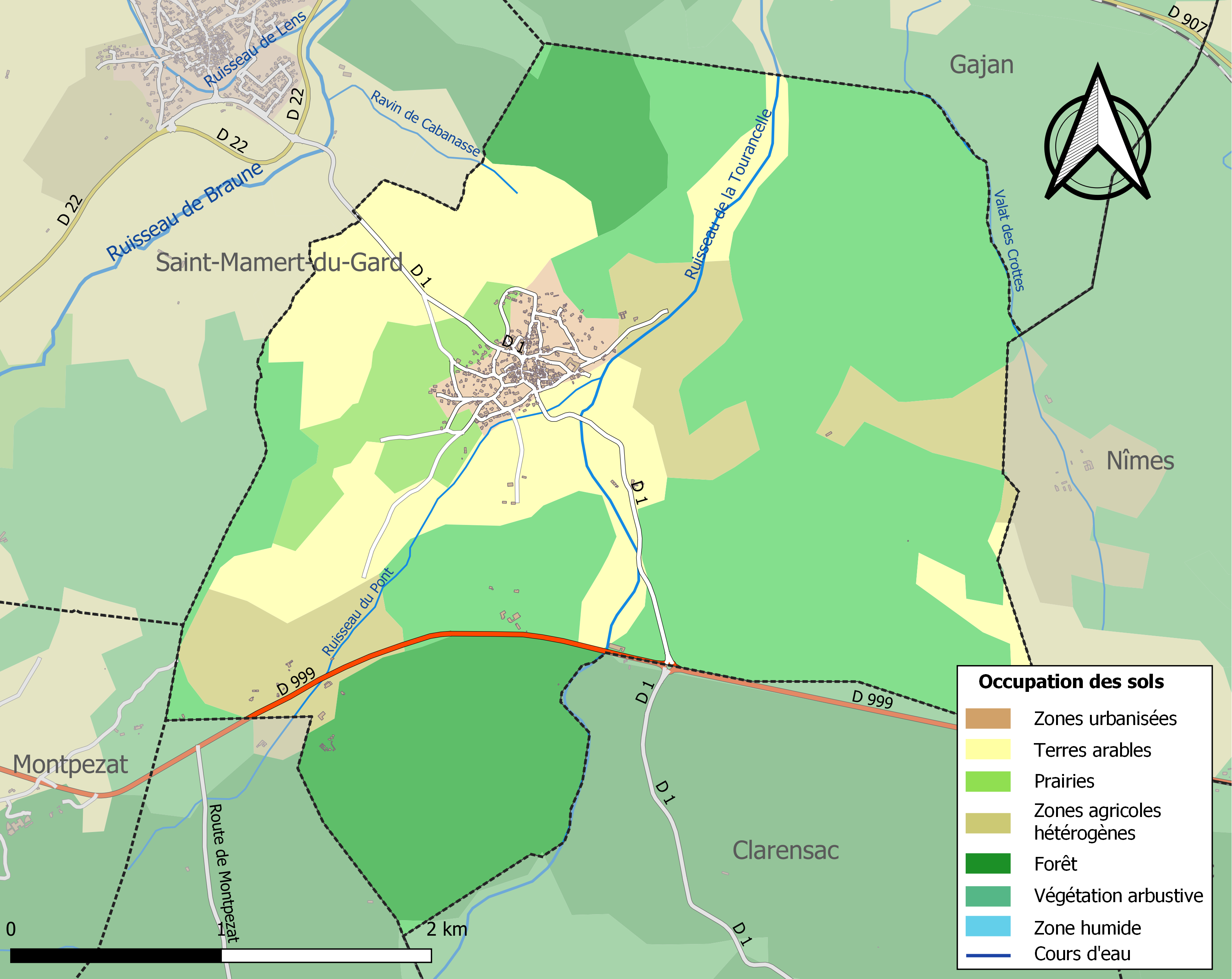
Carte des infrastructures et de l'occupation des sols de la commune en 2018 (CLC).

### Risques majeurs
Le territoire de la commune de Parignargues est vulnérable à différents aléas naturels : météorologiques (tempête, orage, neige, grand froid, canicule ou sécheresse), inondations, feux de forêts et séisme (sismicité faible). Il est également exposé à un risque technologique,  le transport de matières dangereuses. Un site publié par le BRGM permet d'évaluer simplement et rapidement les risques d'un bien localisé soit par son adresse soit par le numéro de sa parcelle.

#### Risques naturels
Certaines parties du territoire communal sont susceptibles d’être affectées par le risque d’inondation par débordement de cours d'eau et par une crue torrentielle ou à montée rapide de cours d'eau, notamment La commune a été reconnue en état de catastrophe naturelle au titre des dommages causés par les inondations et coulées de boue survenues en 1982, 1988, 1990, 1994, 2001, 2002, 2005 et 2014,.

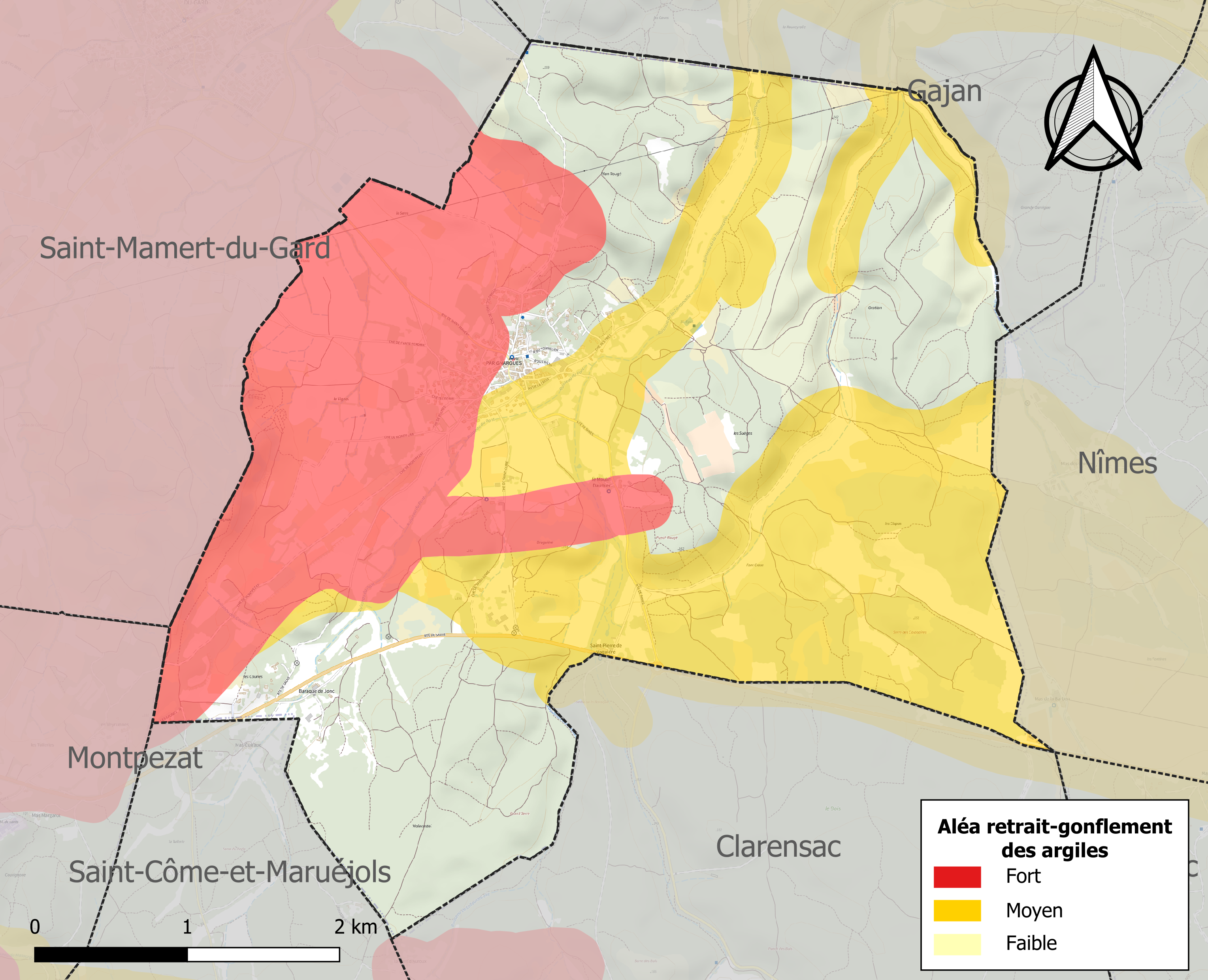
Carte des zones d'aléa retrait-gonflement des sols argileux de Parignargues.

Le retrait-gonflement des sols argileux est susceptible d'engendrer des dommages importants aux bâtiments en cas d’alternance de périodes de sécheresse et de pluie. 62,3 % de la superficie communale est en aléa moyen ou fort (67,5 % au niveau départemental et 48,5 % au niveau national). Sur les 249 bâtiments dénombrés sur la commune en 2019, 149 sont en aléa moyen ou fort, soit 60 %, à comparer aux 90 % au niveau départemental et 54 % au niveau national. Une cartographie de l'exposition du territoire national au retrait gonflement des sols argileux est disponible sur le site du BRGM,.
Par ailleurs, afin de mieux appréhender le risque d’affaissement de terrain, l'inventaire national des cavités souterraines permet de localiser celles situées sur la commune.

#### Risques technologiques
Le risque de transport de matières dangereuses sur la commune est lié à sa traversée par des infrastructures routières ou ferroviaires importantes ou la présence d'une canalisation de transport d'hydrocarbures. Un accident se produisant sur de telles infrastructures est en effet susceptible d’avoir des effets graves au bâti ou aux personnes jusqu’à 350 m, selon la nature du matériau transporté. Des dispositions d’urbanisme peuvent être préconisées en conséquence.

## Toponymie
Petroniacum in pago Uzetico (cartulaire de Psalmody) 812
Petroniacum en 812, forme haplologique à lire : Petronianicum, de Petronius.

## Histoire
La commune élit un maire royaliste aux élections de 1935. Proche des idées du régime de Vichy, il est néanmoins suspendu, le préfet jugeant qu’il menait une « politique du pire » dommageable aux intérêts de la Révolution nationale.

## Politique et administration

### Liste des Maires
| Période                                  | Période   | Identité     | Étiquette | Qualité     |
| ---------------------------------------- | --------- | ------------ | --------- | ----------- |
| mars 2001                                | mars 2008 | Raoul Brunel | DVG       |             |
| mars 2008                                | En cours  | Ivan Couderc | DVD       | Agriculteur |
| Les données manquantes sont à compléter. |           |              |           |             |

## Population et société

### Démographie
L'évolution du nombre d'habitants est connue à travers les recensements de la population effectués dans la commune depuis 1793. Pour les communes de moins de 10 000 habitants, une enquête de recensement portant sur toute la population est réalisée tous les cinq ans, les populations de référence des années intermédiaires étant quant à elles estimées par interpolation ou extrapolation. Pour la commune, le premier recensement exhaustif entrant dans le cadre du nouveau dispositif a été réalisé en 2007.

En 2022, la commune comptait 656 habitants, en évolution de +3,31 % par rapport à 2016 (Gard : +2,97 %, France hors Mayotte : +2,11 %).
| 1793 | 1800 | 1806 | 1821 | 1831 | 1836 | 1841 | 1846 | 1851 |
| ---- | ---- | ---- | ---- | ---- | ---- | ---- | ---- | ---- |
| 304  | 321  | 366  | 406  | 381  | 377  | 400  | 397  | 402  |

| 1856 | 1861 | 1866 | 1872 | 1876 | 1881 | 1886 | 1891 | 1896 |
| ---- | ---- | ---- | ---- | ---- | ---- | ---- | ---- | ---- |
| 422  | 443  | 421  | 440  | 444  | 355  | 303  | 250  | 254  |

| 1901 | 1906 | 1911 | 1921 | 1926 | 1931 | 1936 | 1946 | 1954 |
| ---- | ---- | ---- | ---- | ---- | ---- | ---- | ---- | ---- |
| 261  | 243  | 275  | 241  | 235  | 228  | 212  | 180  | 156  |

| 1962 | 1968 | 1975 | 1982 | 1990 | 1999 | 2006 | 2007 | 2012 |
| ---- | ---- | ---- | ---- | ---- | ---- | ---- | ---- | ---- |
| 164  | 235  | 328  | 438  | 482  | 567  | 579  | 581  | 534  |

| 2017 | 2022 | - | - | - | - | - | - | - |
| ---- | ---- | - | - | - | - | - | - | - |
| 678  | 656  | - | - | - | - | - | - | - |

## Économie

### Revenus
En 2018  (données Insee publiées en septembre 2021), la commune compte 239 ménages fiscaux, regroupant 589 personnes. La médiane du revenu disponible par unité de consommation est de 22 220 € (20 020 € dans le département).

### Emploi
|                | 2008   | 2013  | 2018  |
| -------------- | ------ | ----- | ----- |
| Commune        | 4,8 %  | 7,8 % | 6,1 % |
| Département    | 10,6 % | 12 %  | 12 %  |
| France entière | 8,3 %  | 10 %  | 10 %  |

En 2018, la population âgée de 15 à 64 ans s'élève à 382 personnes, parmi lesquelles on compte 79,2 % d'actifs (73,1 % ayant un emploi et 6,1 % de chômeurs) et 20,8 % d'inactifs,. Depuis 2008, le taux de chômage communal (au sens du recensement) des 15-64 ans est inférieur à celui de la France et du département.
La commune fait partie de la couronne de l'aire d'attraction de Nîmes, du fait qu'au moins 15 % des actifs travaillent dans le pôle,. Elle compte 116 emplois en 2018, contre 77 en 2013 et 142 en 2008. Le nombre d'actifs ayant un emploi résidant dans la commune est de 283, soit un indicateur de concentration d'emploi de 40,9 % et un taux d'activité parmi les 15 ans ou plus de 54,7 %.
Sur ces 283 actifs de 15 ans ou plus ayant un emploi, 44 travaillent dans la commune, soit 16 % des habitants. Pour se rendre au travail, 89,3 % des habitants utilisent un véhicule personnel ou de fonction à quatre roues, 2,2 % les transports en commun, 3,9 % s'y rendent en deux-roues, à vélo ou à pied et 4,6 % n'ont pas besoin de transport (travail au domicile).

### Activités hors agriculture

#### Secteurs d'activités
54 établissements sont implantés  à Parignargues au 31 décembre 2019. Le tableau ci-dessous en détaille le nombre par secteur d'activité et compare les ratios avec ceux du département,.
| Secteur d'activité                                                                                        | Commune | Commune | Département |
| Secteur d'activité                                                                                        | Nombre  | %       | %           |
| --- | ------- | ------- | ----------- |
| Ensemble                                                                                                  | 54      |         |             |
| Industrie manufacturière, industries extractives et autres                                                | 6       | 11,1 %  | (7,9 %)     |
| Construction                                                                                              | 13      | 24,1 %  | (15,5 %)    |
| Commerce de gros et de détail, transports, hébergement et restauration                                    | 9       | 16,7 %  | (30 %)      |
| Information et communication                                                                              | 1       | 1,9 %   | (2,2 %)     |
| Activités immobilières                                                                                    | 1       | 1,9 %   | (4,1 %)     |
| Activités spécialisées, scientifiques et techniques et activités de services administratifs et de soutien | 6       | 11,1 %  | (14,9 %)    |
| Administration publique, enseignement, santé humaine et action sociale                                    | 7       | 13 %    | (13,5 %)    |
| Autres activités de services                                                                              | 11      | 20,4 %  | (8,8 %)     |

Le secteur de la construction est prépondérant sur la commune puisqu'il représente 24,1 % du nombre total d'établissements de la commune (13 sur les 54 entreprises implantées  à Parignargues), contre 15,5 % au niveau départemental.

#### Entreprises et commerces
Les deux entreprises ayant leur siège social sur le territoire communal qui génèrent le plus de chiffre d'affaires en 2020 sont : 
- RTO, conseil en systèmes et logiciels informatiques (48 k€)
- Confection Bois, fabrication de charpentes et d'autres menuiseries (42 k€)

### Agriculture
|               | 1988 | 2000 | 2010 | 2020 |
| ------------- | ---- | ---- | ---- | ---- |
| Exploitations | 20   | 19   | 3    | 4    |
| SAU (ha)      | 251  | 229  | 114  | 183  |

La commune est dans les Garrigues, une petite région agricole occupant le centre du département du Gard. En 2020, l'orientation technico-économique de l'agriculture  sur la commune est la culture de fruits ou d'autres cultures permanentes. Quatre exploitations agricoles ayant leur siège dans la commune sont dénombrées lors du recensement agricole de 2020 (20 en 1988). La superficie agricole utilisée est de 183 ha,,.

## Culture locale et patrimoine

### Lieux et monuments
- Horloge et son campanile en fer forgé au sein d'une ancienne tour du château. Le cadran ancien en émail est de l'horloger Bourquin, originaire de Congénies.
- Église paroissiale Notre-Dame-de-l'Assomption de Parignargues dont une cloche date de 1699.
- Temple de l'Église protestante unie de France de Parignargues.

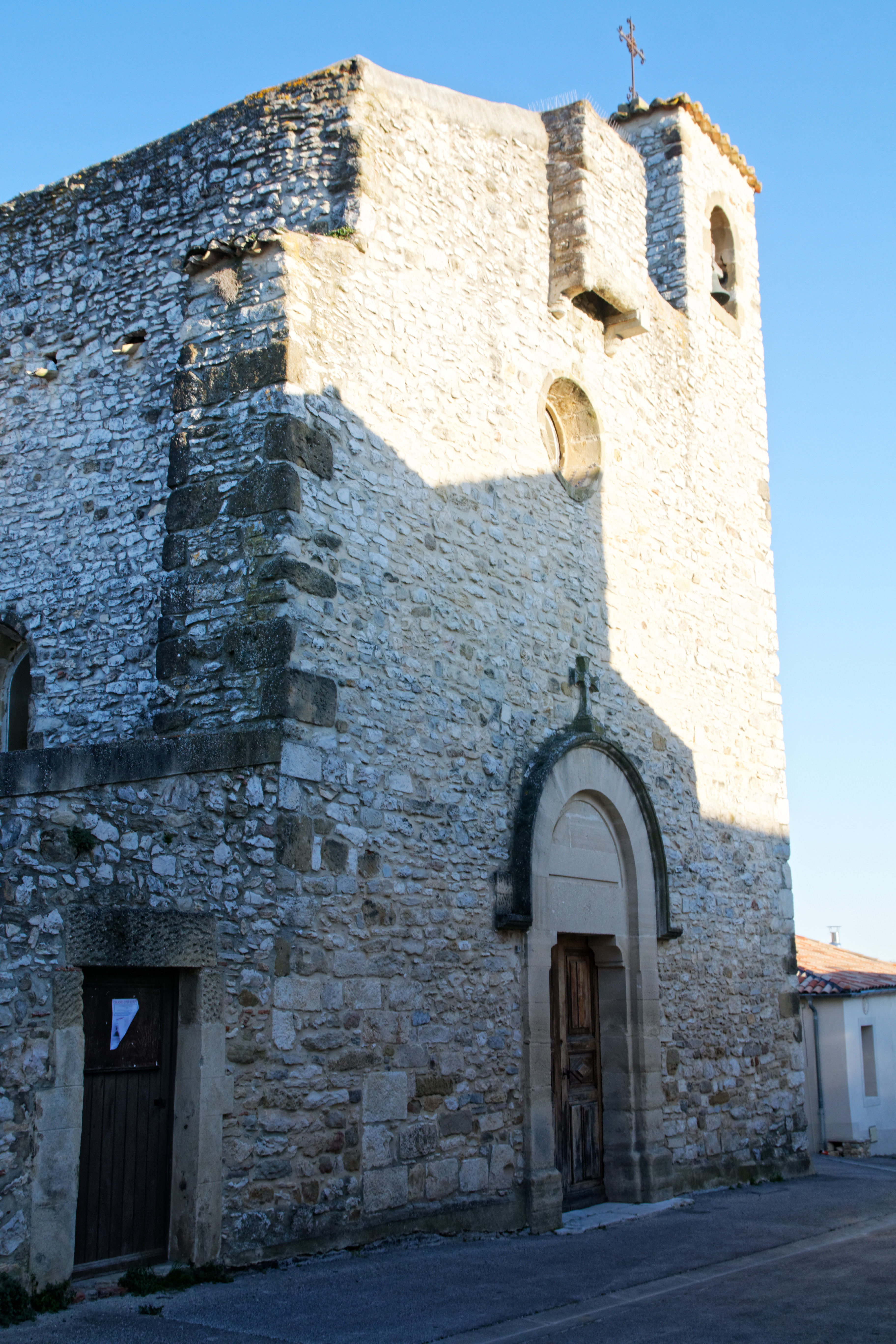
Église Notre-Dame-de-l'Assomption de Parignargues
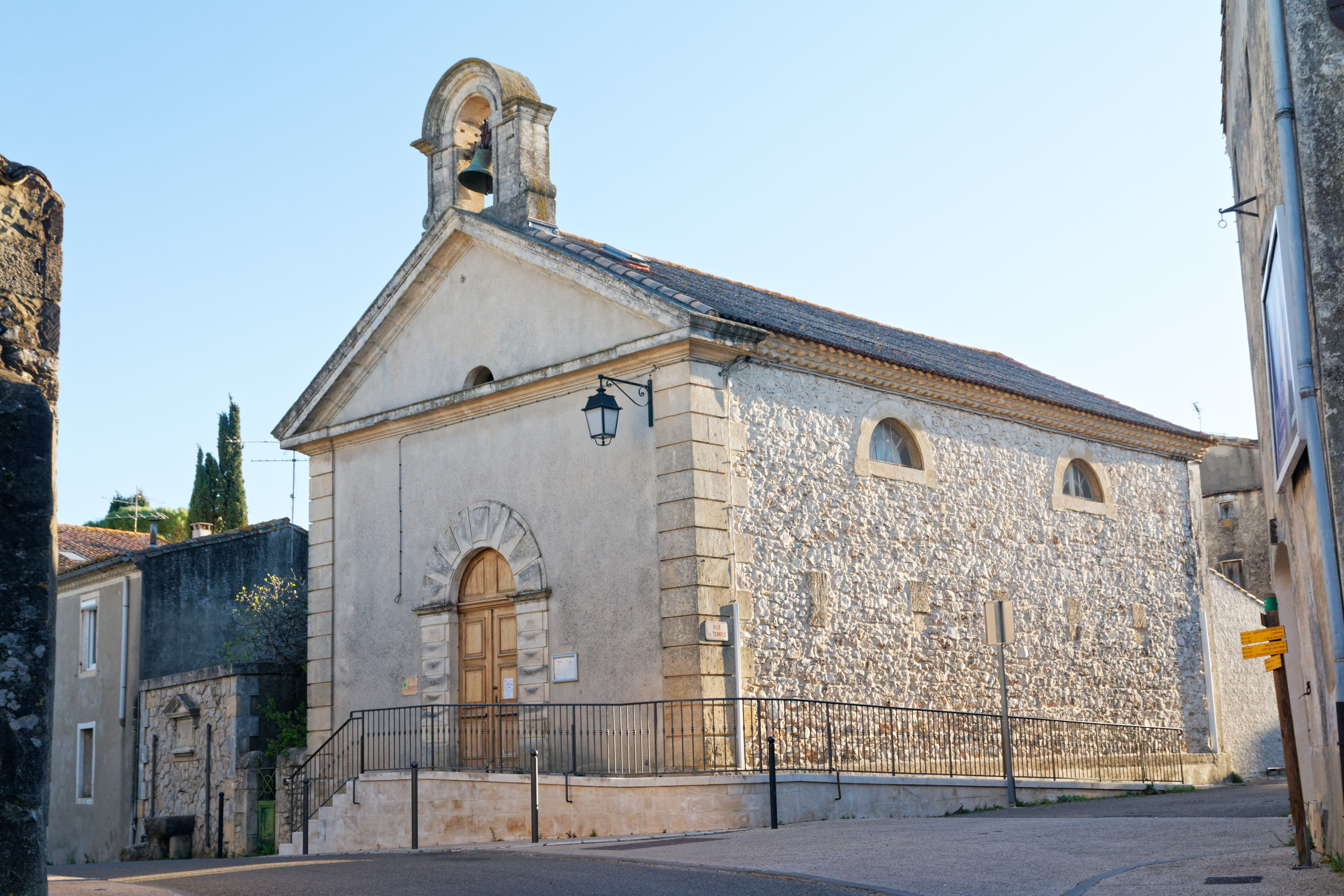
Temple de l'Église protestante unie de France de Parignargues

### Personnalités liées à la commune
- Louis Bousquet, parolier
- Fabien Cavalier, chercheur au CNRS

### Héraldique
| Blason de Parignargues | Blason  | D'azur à trois pommes d'or.                      |
| Blason de Parignargues | Détails | Le statut officiel du blason reste à déterminer. |